# Seminario vescovile di Vicenza
Il Seminario vescovile è l'istituzione della diocesi di Vicenza in cui vengono formati i futuri presbiteri per il servizio della stessa diocesi; con lo stesso nome viene designato anche l'edificio in cui essa ha sede, situato in borgo Santa Lucia.

## Storia

### La prima sede
Il primo seminario vescovile fu fondato nel 1566 dal vescovo Matteo Priuli, in attuazione delle disposizioni del Concilio di Trento. Per la formazione culturale e disciplinare di 50 giovani di buona famiglia e di chiara attitudine allo stato ecclesiastico, il vescovo assegnò a questa nuova istituzione la chiesa di San Francesco con l'annesso edificio; difficile era però il suo mantenimento, che avrebbe dovuto essere sostenuto da rendite derivanti dal capitolo delle cattedrale e dai monasteri, i quali invece si rifiutavano di corrisponderle.

### La sede attuale

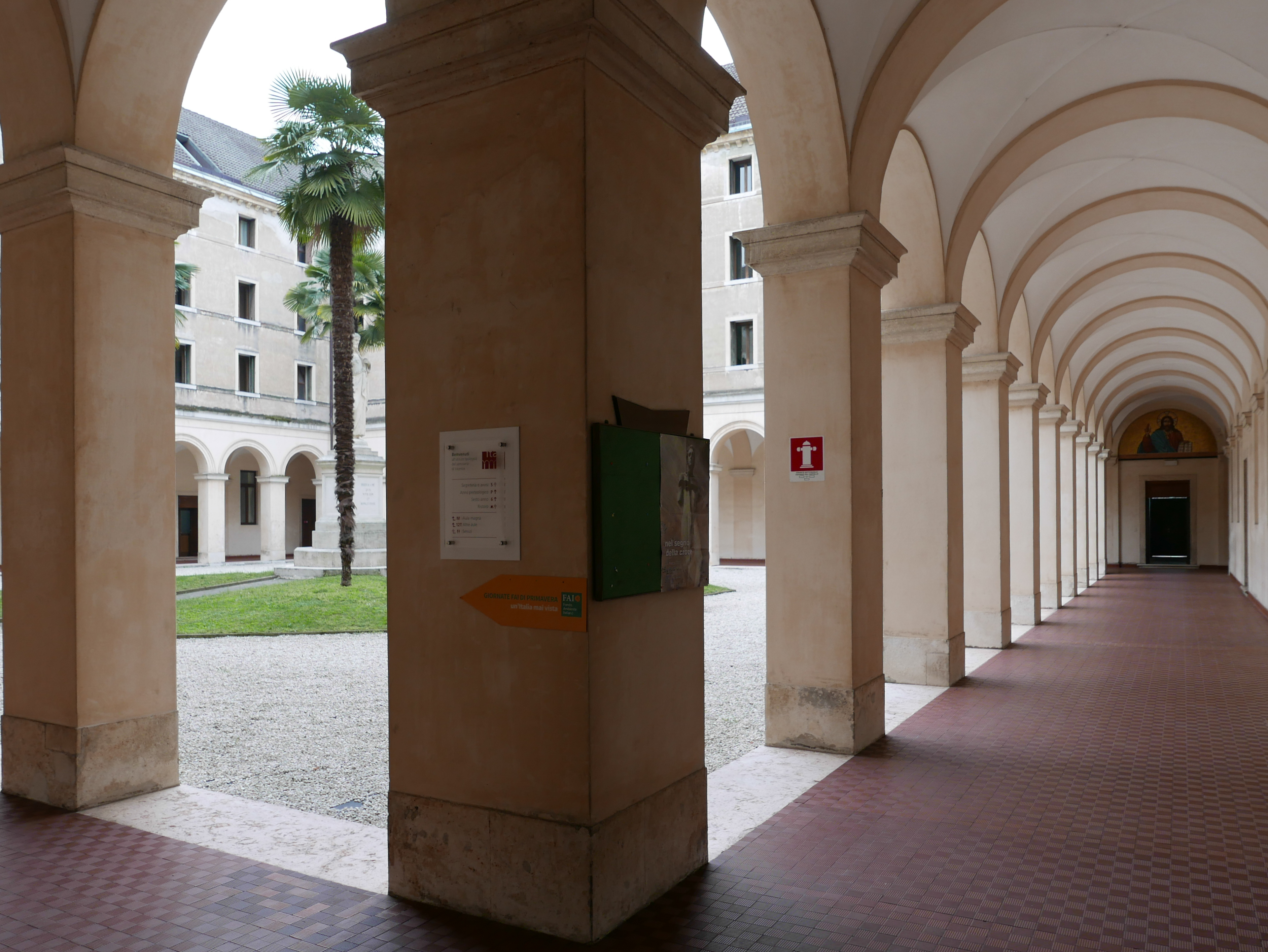
Chiostro del Seminario maggiore

L'attuale sede, in sostituzione della precedente, fu voluta dal vescovo Giovanni Giuseppe Cappellari che, il 4 settembre 1842, presenti l'ingegnere architetto veneziano Francesco Lazzari, i professori e altre personalità, benediceva la prima pietra, sulla quale stava scolpita la seguente iscrizione:
NOVI - ECCL. - VICENTINAE - CLERICORUM - SEMINARII - PRIMUS - HIC - LAPIS - SOLENINIBUS - CEREMONIIS - POSITUS - EST - PRIDIE - NONAS - SEPTEMBRIS A. D. MDCCCXLII - A - JOANNE - JOSEPHO - CAPPELLARI - EPISCOPO - MUNIFICENTISSIMO - QUI - FUNDUM - IPSUM - AERE - SUO - EMPTUM - DONAVIT.
Durante la prima guerra di indipendenza, nel 1848 e poi ancora nel 1849, la costruzione subì dei rallentamenti a causa del colera che colpì la città. I lavori ripresero e vennero portati a termine nell'estate del 1854; il nuovo edificio venne inaugurato il 4 novembre di quell'anno. Nel primo decennio di vita fu varie volte utilizzato dalle truppe austriache (nel 1859 e dal 1860 al 1863). Fino al 1864 il rettore fu mons. Antonio Graziani.

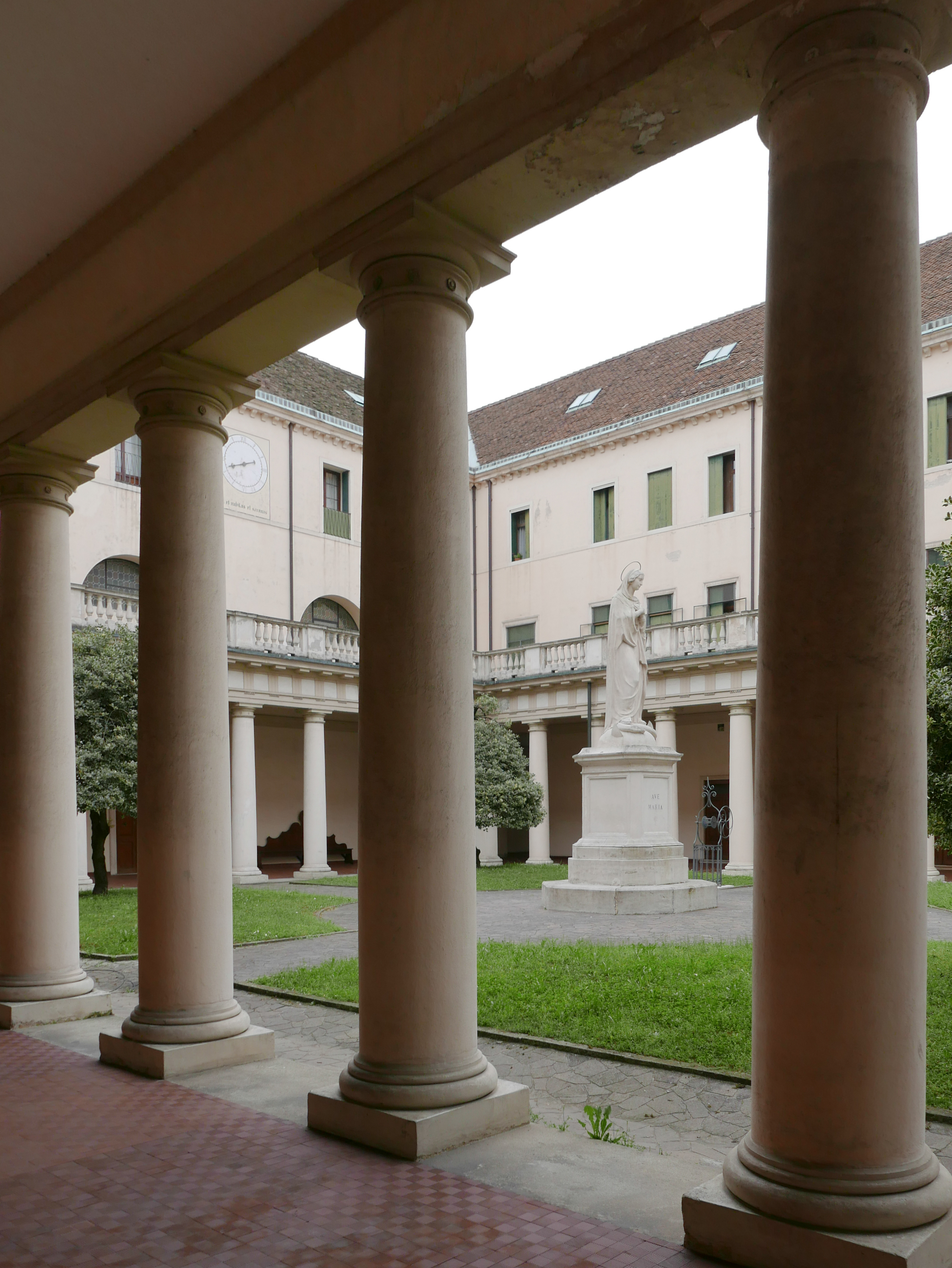
Chiostro del Seminario maggiore
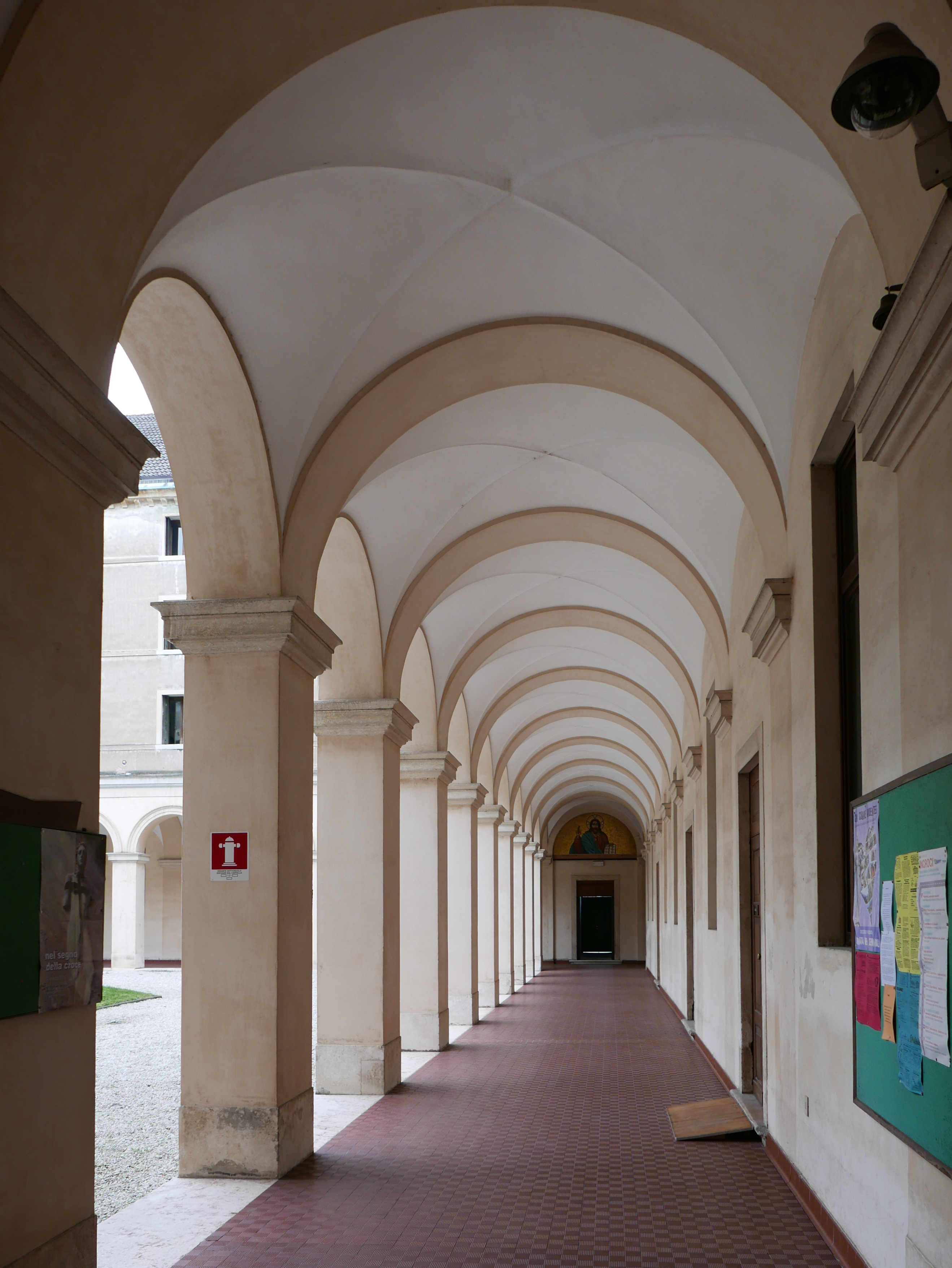
Chiostro
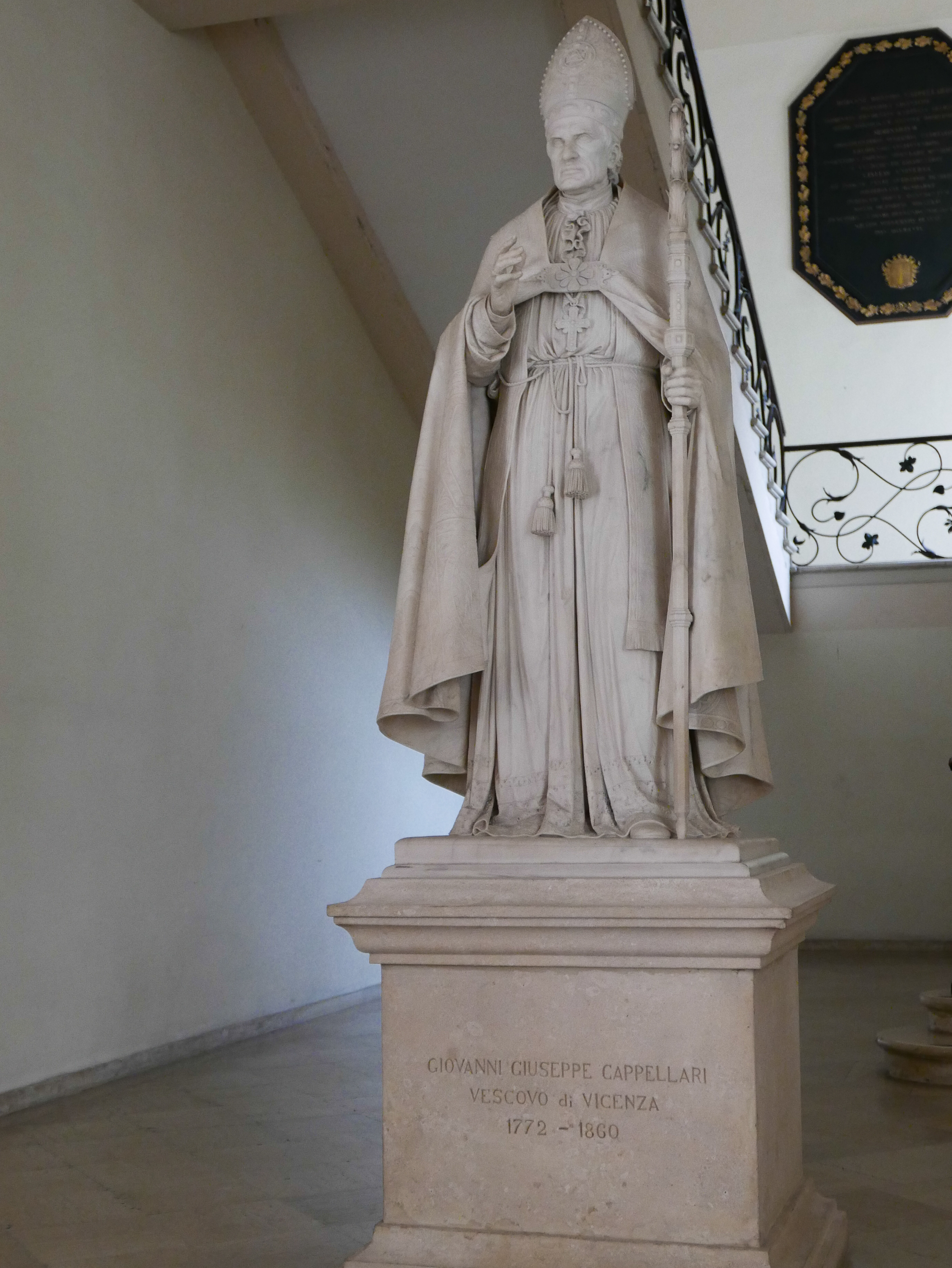
Statua del vescovo Cappellari
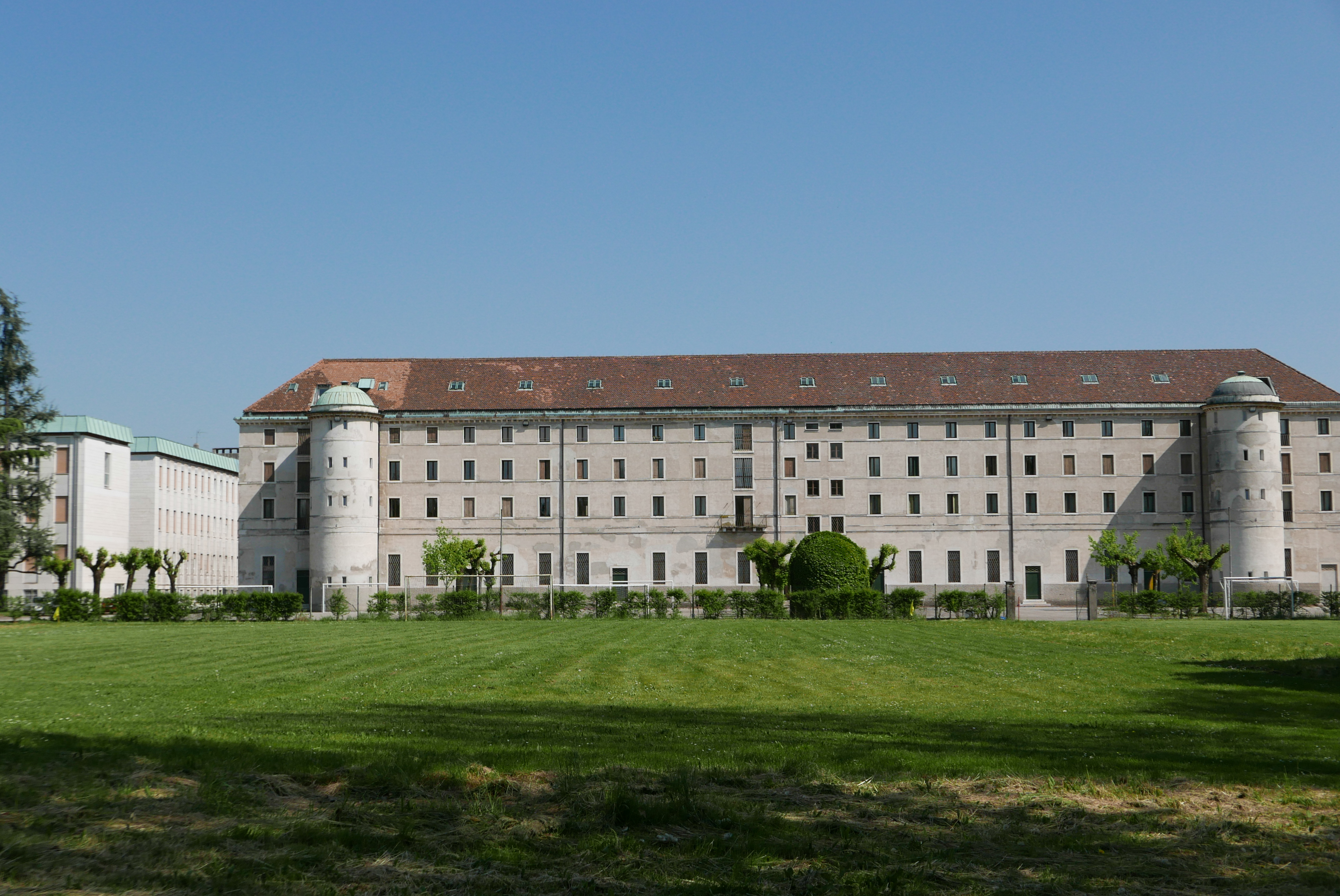
Retro del Seminario maggiore
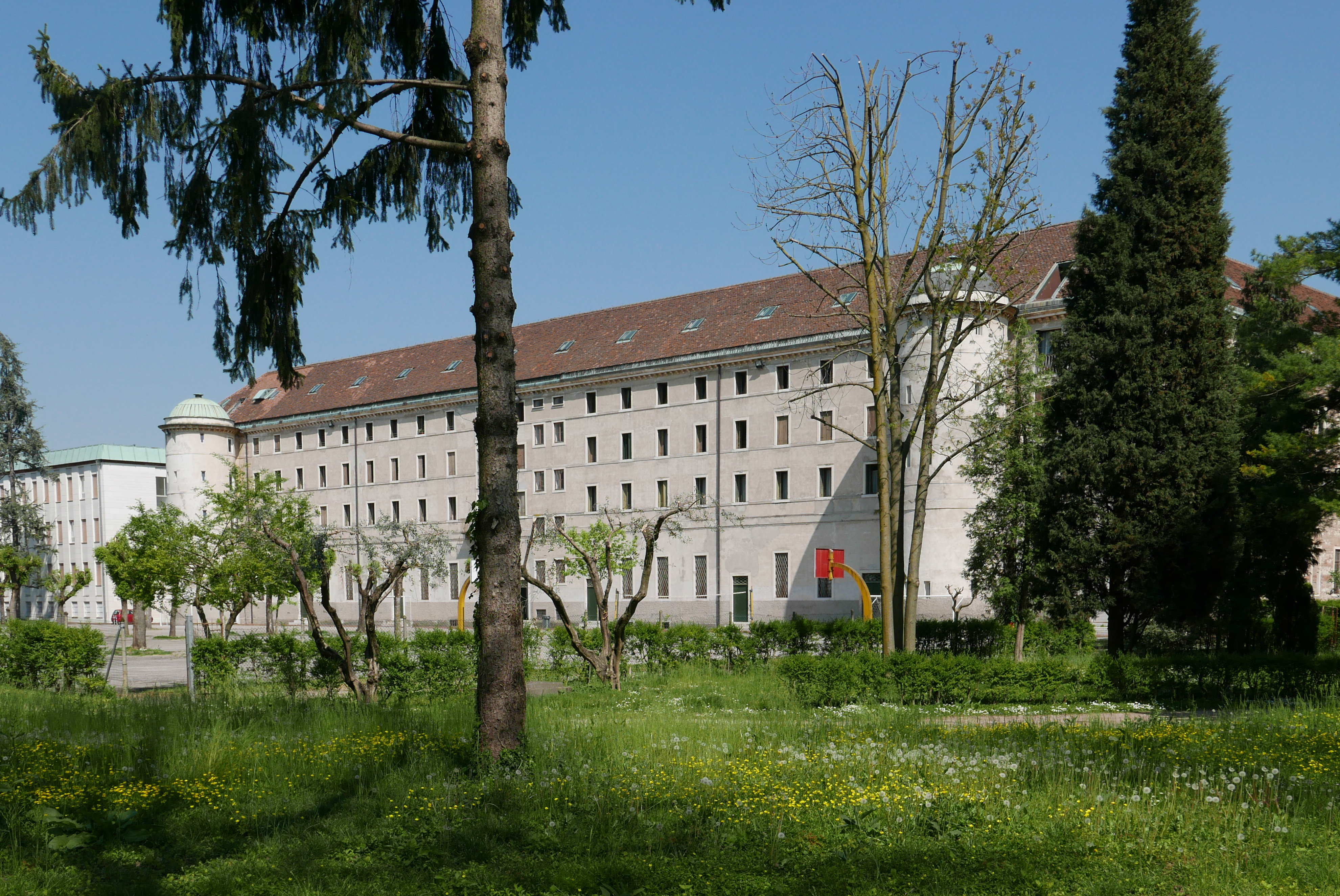
Retro del Seminario maggiore

### Il seminario minore

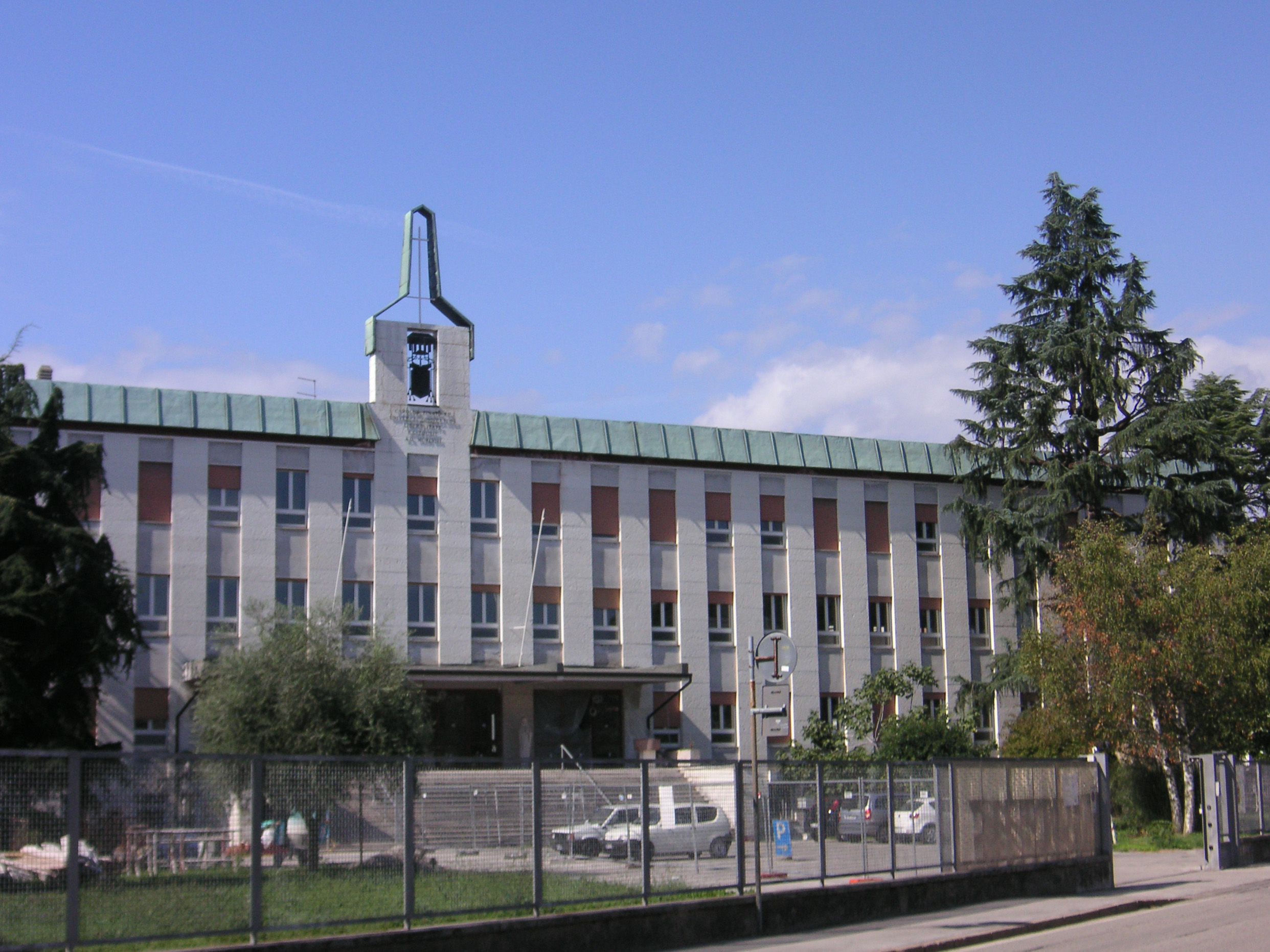
Il Seminario minore, poi Centro "Arnoldo Onisto".

Negli anni sessanta del Novecento, per rispondere all'esigenza di nuovi spazi venne costruito il seminario minore voluto dal vescovo Carlo Zinato, destinato ad accogliere le classi di ragazzi che frequentavano la scuola media (la maggior parte di essi provenivano dai paesi della diocesi, paesi ancora senza scuola al tempo in cui non era ancora stata istituita la scuola media unica). L'edificio ottocentesco ospitò invece il liceo e gli studenti di teologia, oltre al personale amministrativo e docente del seminario.
Negli anni novanta, stante la forte diminuzione degli alunni, una parte dell'edificio del seminario minore venne dapprima affittata a una scuola superiore della città, poi al vicino ospedale San Bortolo, al quale è poi stata venduta. La parte restante è stata utilizzata dal 2013 per quasi un decennio come Centro "Arnoldo Onisto", infine ceduta a un istituto di formazione privato; il Centro "Onisto" è stato spostato nel seminario maggiore.

## Istituzioni connesse

### Biblioteca
Fondata dal cardinale Antonio Maria Priuli vescovo di Vicenza dal 1738 al 1767, fu accresciuta con le donazioni dei vescovi Alvise Maria Gabrielli e Marco Zaguri.
Sistemata nel 1830 per ordine del vescovo Giuseppe Maria Peruzzi, su scaffali del 1700, appartenuti alla libreria del doge di Venezia Marco Foscarini, fu trasferita nel 1857 nei locali del nuovo edificio appena costruito.
Ha prevalente carattere teologico, storico e letterario. Appartenente al Seminario vescovile, vi possono accedere gli studiosi che lo richiedano, dal 1974 vi è custodita la Biblioteca capitolare di Vicenza. Dal 2004 è in compilazione il catalogo elettronico, il quale conta 140.000 schede consultabili in rete.
Nella biblioteca si trovano:
- 600 manoscritti
- 180.000 volumi
- 44 incunaboli
- 1.621 cinquecentine

### Museo
Il Museo storico scientifico naturalistico del Seminario vescovile, situato presso il Seminario, è aperto durante l'anno scolastico (gennaio – giugno; settembre – dicembre) su prenotazione.
Si compone di cinque sale di circa 90 m² ciascuna, adibite in origine a laboratori didattici, con scaffalature e vetrine espositive ottocentesche che ospitano strumenti scientifici e reperti zoologici, botanici ed etnologici raccolti dal 1600 al 1900.

## Ecclesiastici che hanno frequentato il Seminario di Vicenza
- Sebastiano Baggio (Rosà, 16 maggio 1913 – Città del Vaticano, 21 marzo 1993), cardinale
- Arduino Bertoldo (Castelnuovo di Isola Vicentina, 30 dicembre 1932 – Vicenza, 3 aprile 2012), vescovo
- Agostino Cacciavillan (Novale, 14 agosto 1926- Città del Vaticano, 5 marzo 2022), cardinale
- Andrea Caron (Rosà, 14 giugno 1848 – Genova, 29 gennaio 1927), arcivescovo
- Elia Dalla Costa (Villaverla, 14 maggio 1872 – Firenze, 22 dicembre 1961), cardinale
- Ernesto Dalla Libera (Zovencedo, 6 maggio 1884 – Vicenza, 13 giugno 1980), sacerdote e musicista
- Gaetano De Lai (Malo, 26 luglio 1853 – Roma, 24 ottobre 1928), cardinale
- Carlo Fanton (San Tomio, 26 maggio 1910 – Vicenza, 26 marzo 1999), vescovo
- Giovanni Antonio Farina (Gambellara, 11 gennaio 1803 – Vicenza, 4 marzo 1888), vescovo e santo
- Costantino Cristiano Luna Pianegonda (Recoaro Terme, 10 dicembre 1910 – Zacapa, 29 agosto 1997), vescovo di Zacapa
- Antonio Mistrorigo (Chiampo, 26 marzo 1912 – Treviso, 14 gennaio 2012), vescovo
- Egidio Negrin (Santa Maria, 4 aprile 1907 – Treviso, 15 gennaio 1958), arcivescovo
- Pietro Parolin (Schiavon, 17 gennaio 1955), cardinale e segretario di Stato della Santa Sede
- Pierantonio Pavanello (Bassano del Grappa, 20 maggio 1955), vescovo di Adria-Rovigo
- Luigi Pedrollo (Veronella, 31 dicembre 1888 – Verona, 16 febbraio 1986), Servo di Dio, primo successore di san Giovanni Calabria alla guida dei P.S.D.P.[7]
- Beniamino Socche (Vicenza, 26 aprile 1890 – Pietra Ligure, 16 gennaio 1965), vescovo di Cesena e di Reggio Emilia
- Adriano Tessarollo (Tezze sul Brenta, 2 maggio 1946), vescovo emerito di Chioggia
- Giacomo Zanella (Chiampo, 9 settembre 1820 – Cavazzale, 17 maggio 1888), presbitero e poeta, insegnò in seminario
- Ottorino Zanon (Vicenza, 9 agosto 1915 – Brescia, 14 settembre 1972), fondatore della Pia Società di San Gaetano